# Хараламбос Хараламбус
Хараламбос Хараламбус (грец. Χαράλαμπος Χαραλάμπους, нар. 4 квітня 2002, Ларнака, Кіпр) — кіпрський футболіст, півзахисник клубу «Омонія» та національної збірної Кіпру.

## Ігрова кар'єра

### Клубна
В юнацькі роки Харалабос Хараламбус проходив стажування в академіях англійського «Арсенала» та грецького ПАОКа. У 2019 році футболіст повернувся на Кіпр, де підписав свій перший професійний контракт з клубом «Омонія». 14 квітня 2019 року футболіст дебютував в першій команді у матчі чемпіонату країни.
25 травня 2022 року Хараламбус забив переможний пенальті в післяматчовій серії у фіналі Кубка країни. Також футболіст відзначався забитими голами у матчах єврокубків.
В листопаді 2022 року футболіст продовжив контракт з «Омонією» до 2026 року.

### Збірна
24 вересня 2022 року у матчі Ліги націй проти команди Греції Хараламбус дебютував у складі національної збірної Кіпру.

## Титули
Омонія
 Чемпіон Кіпру: 2020/21
 Переможець Кубка Кіпру (2): 2021/22, 2022/23
 Переможець Суперкубка Кіпру: 2021
Індивідуальні
- Кращий молодий гравець року чемпіонату Кіпру: 2023/24